# Karwinskia colombiana
Karwinskia colombiana är en brakvedsväxtart som beskrevs av Armando Dugand och M. C. Johnst.. Karwinskia colombiana ingår i släktet Karwinskia och familjen brakvedsväxter. Inga underarter finns listade i Catalogue of Life.